# Walking Dead Folia (Sorria Você Teve Alta!)
Walking Dead Folia (Sorria Você Teve Alta!) é o décimo álbum de estúdio do grupo musical brasileiro Mundo Livre S/A. O álbum foi lançado em 20 de janeiro de 2022 pelo selo Estelita. O álbum é um protesto contra o governo do então Presidente Jair Bolsonaro, com fortes críticas pelo descaso do governo com as vacinas contra a COVID-19. Entre as músicas apresentadas no álbum estão "Usura Emergencial" e "Baile Infectado", ambas lançadas em 2021. A música "Usura Emergencial" foi criada durante a Pandemia de COVID-19 e é um relato da vida do vocalista Fred Zero Quatro, segundo o artista, que relata a música aos tempos atuais. "Estamos em um dos momentos mais críticos de toda a história do capitalismo pós-industrial. Enquanto a fome e o desespero se espalhavam pelo mundo, uma restrita casta de magnatas foi ficando cada vez mais rica. A pandemia trouxe fome, desemprego, desestruturação econômica, mas também trouxe lucros recordes para bilionários", contextualizando o tom político do single "Usura Emergencial".

## Faixas
| N.º            | Título                                               | Compositor(es)  | Duração |  |
| 1.             | "Necropolitano"                                      | Mundo Livre S/A | 4:38    |  |
| 2.             | "Blue Gin e os Seres (De Vidro)"                     | Mundo Livre S/A | 2:40    |  |
| 3.             | "Melô das Musas Empoderadas da Ilha Grande"          | Mundo Livre S/A | 6:07    |  |
| 4.             | "Fake Milho"                                         | Mundo Livre S/A | 3:08    |  |
| 5.             | "Baile Infectado"                                    | Mundo Livre S/A | 3:14    |  |
| 6.             | "Conselho (Do Pastor Trans para a Amante Miliciana)" | Mundo Livre S/A | 2:43    |  |
| 7.             | "Usura Emergencial"                                  | Mundo Livre S/A | 3:43    |  |
| Duração total: | Duração total:                                       | Duração total:  | 48:38   |  |